# Держава Петра II

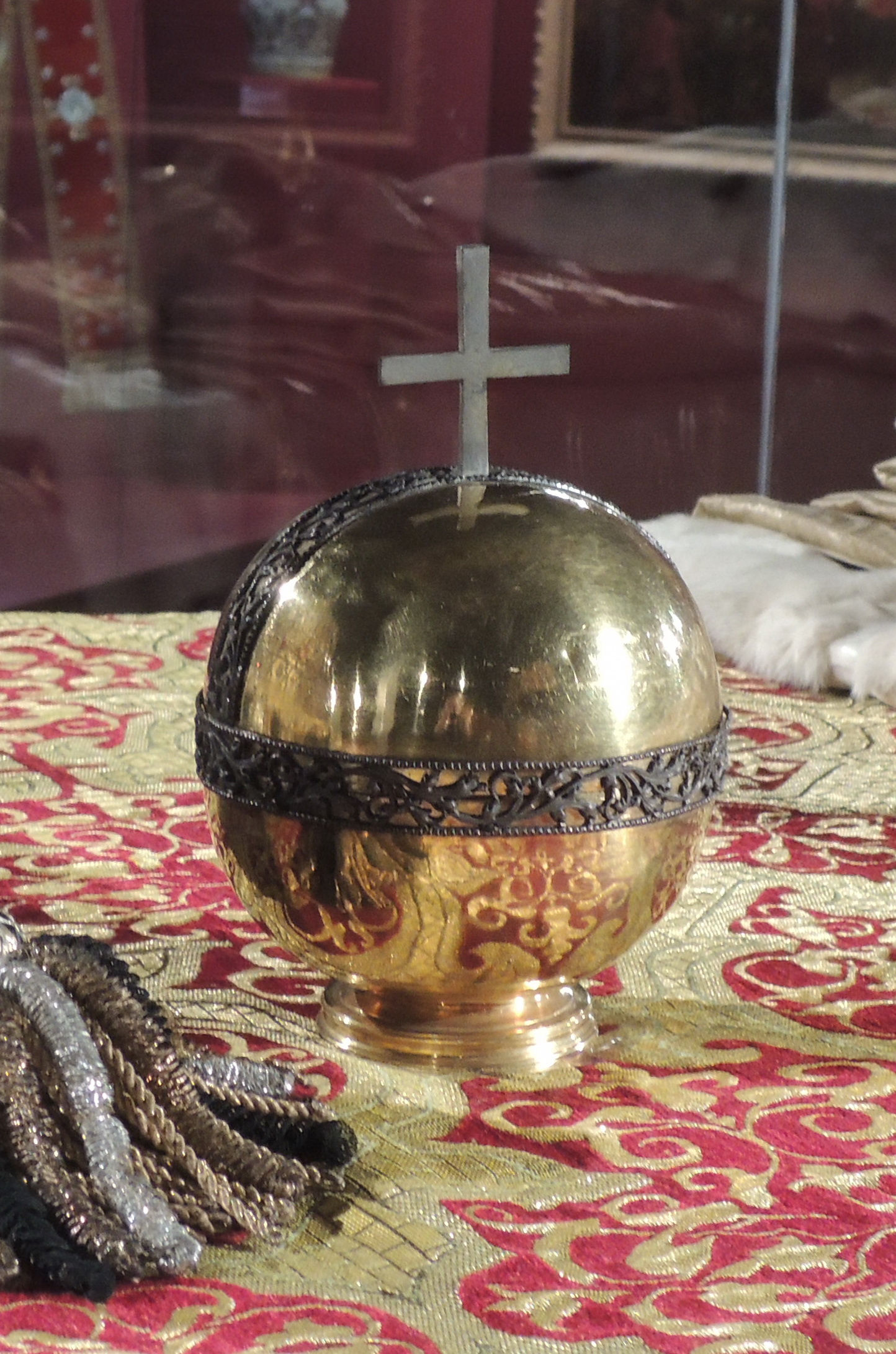
Держава Петра II

Держава Петра II — одна из бывших императорских регалий России, находится на хранении в собрании Оружейной палаты Московского кремля.
Входила в состав регалий при коронационной церемонии императора Петра II в Успенском соборе Кремля 25 февраля 1728 года. Передана Оружейной палате 30 марта.
Держава изготовлена из золота, имеет неотделимый серебряный с позолотой постамент. По державе проходит серебряный прорезной поясок, соединяющийся с двух сторон с серебряным полированным крестом в навершии державы. Поясок этот имеет растительный орнамент.
В XIX веке считалось, что держава принадлежала еще Петру I Алексеевичу и входила в состав его коронационного наряда 1682 года.